# Yuriy Vernydub
Yuriy Mykolayovych Vernydub (en ukrainien : Юрій Миколайович Вернидуб, et en russe : Юрий Николаевич Вернидуб) est un footballeur et entraîneur de football soviétique puis ukrainien né le 22 janvier 1966 à Jitomir.
Actif comme joueur entre 1983 à 2000, il passe ses premières années dans les divisions inférieures soviétiques avant d'accéder à l'élite en 1991 sous les couleurs du Metalurh Zaporijjia. Il prend par la suite part aux premières éditions de la première division ukrainienne avec le Metalurh puis le Torpedo Zaporijjia durant la première moitié des années 1990, entrecoupé d'un bref passage en deuxième division allemande avec le Chemnitzer FC. Il termine sa carrière en Russie sous les couleurs du Zénith Saint-Pétersbourg où il évolue de 1997 à 2000 et avec qui il remporte la Coupe de Russie en 1999.
Reconverti par la suite comme entraîneur, Vernydub occupe dans un premier temps des postes d'assistant dans l'encadrement technique du Metalurh Zaporijjia durant une grande partie des années 2000. Il rejoint ensuite le Zorya Louhansk en 2010, d'abord comme adjoint avant de prendre la tête de l'équipe à la fin du mois de novembre 2011 et jusqu'en mai 2019. Il dirige ensuite le Chakhtior Salihorsk entre novembre 2019 et août 2020, contribuant notamment à la victoire du club dans le championnat biélorusse de 2020. Nommé à la tête du club moldave du Sheriff Tiraspol, il y remporte le championnat en 2021 avant d'amener l'équipe à la phase de groupes de la Ligue des champions la même année.

## Biographie

### Carrière de joueur
Né et formé à Jitomir, en RSS d'Ukraine, Yuriy Vernydub fait ses débuts professionnels à l'âge de 17 ans lors de la saison 1983 sous les couleurs du club local du Spartak Jitomir pour qui il évolue deux années en troisième division. Enrôlé par la suite dans l'armée, il passe les années 1985 et 1986 à Lviv où il joue pour l'équipe de l'école militaire du LVVPU dans les championnats locaux.
Sa carrière reprend en 1987 lorsqu'il rejoint le Kolos Nikopol (en) en deuxième division où ses performances lui permettent d'être transféré au Dniepr Dniepropetrovsk l'année suivante, où il ne joue cependant aucun match. Il retourne la même année au troisième échelon avec le Prikarpattié Ivano-Frankovsk (en) avant de signer au Metalurh Zaporijjia, en deuxième division, durant la saison 1989. Sous ces couleurs, il contribue notamment à la troisième place du club lors de l'exercice 1990, permettant à celui-ci d'accéder à la première division pour la première fois de son histoire. Il dispute ensuite 27 rencontres et marque quatre buts pour sa seule et unique saison dans l'élite soviétique.
Après la dissolution de l'Union soviétique en fin d'année 1991 et la mise en place du championnat ukrainien dans la foulée, Vernydub continue d'évoluer pour le Metalurh jusqu'à l'été 1993, accumulant plus de 120 matchs avec le club. Il rejoint par la suite l'Allemagne et le Chemnitzer FC où il dispute sept matchs en deuxième division avant de rentrer au pays pour rallier cette fois le Torpedo Zaporijjia, pour qui il joue de l'été 1994 jusqu'à la fin d'année 1996.
Au début de 1997, Vernydub s'en va pour la Russie où il s'engage en faveur du Zénith Saint-Pétersbourg. Il s'y impose rapidement comme un titulaire régulier en défense, ses qualités de leader lui valant d'être rapidement nommé capitaine de l'équipe peu après son arrivée. Sous ces couleurs, il remporte notamment son seul trophée majeur en tant que joueur, prenant part à la campagne victorieuse du club en Coupe de Russie en 1999 et étant titulaire lors de la finale gagnée face au Dynamo Moscou. Il y dispute également ses seules rencontres européennes en prenant part à la Coupe UEFA en 1999 puis à la Coupe Intertoto l'année suivante. Gravement blessé lors d'un match amical peu avant le début de la saison 2000, il demeure principalement cantonné à l'équipe réserve durant toute l'année et prend sa retraite dans la foulée.

### Carrière d'entraîneur
Après la fin de sa carrière, Vernydub intègre à partir de 2001 l'encadrement technique du Metalurh Zaporijjia où il occupe un poste d'adjoint durant la grande majorité des années 2000, travaillant notamment sous les ordres de Myron Markevych, Oleh Taran (en), Mykhailo Fomenko et Anatoliy Chantsev (en). Entre le 23 août et le 29 septembre 2007, il occupe brièvement le poste d'entraîneur principal par intérim.
Il quitte Zaporijjia en début d'année 2010 pour devenir adjoint d'Anatoliy Chantsev (en), qui vient de prendre la tête du Zorya Louhansk. Après le départ de ce dernier en novembre 2011, Vernydub est appelé à le remplacer, d'abord par intérim avant d'être confirmé dans ses fonctions au début du mois de mai 2012. Restant par la suite en poste jusqu'à la fin de la saison 2018-2019, il amène notamment le Zorya en finale de la Coupe d'Ukraine en 2016, perdue face au Chakhtar Donetsk, ainsi qu'à une place de troisième l'année suivante pour ce qui est alors la meilleure performance du club en championnat. De manière plus générale, il transforme une équipe habituée à lutter pour son maintien en prétendant régulier aux places européennes, se plaçant systématiquement dans le top 5 entre 2015 et 2019 et se qualifiant par deux fois pour la phase de groupes de la Ligue Europa en 2016 et 2017. Ses performances lui valent ainsi d'être élu par deux fois meilleur entraîneur d'Ukraine en 2016 et 2018.
Quelques mois après son départ de Louhansk, il prend la tête du club biélorusse du Chakhtior Salihorsk en novembre 2019. Son passage y est cependant nettement plus court, Vernydub quittant ses fonctions dès la fin du mois d'août 2020 en raison de conflits avec sa direction impliquant la sélection des joueurs dans l'équipe. Ses performances européennes s'avèrent de plus décevantes, avec une élimination au premier tour de qualification de la Ligue Europa face à l'équipe moldave du Sfîntul Gheorghe. Il termine malgré tout champion de Biélorussie en fin d'année après que le club finisse par s'imposer sous la houlette de son remplaçant Roman Hryhorchuk (en).
En décembre 2020, il est devient le nouvel entraîneur du Sheriff Tiraspol, club moldave avec lequel il remporte le championnat national quelques mois plus tard. Il doit cependant s'incliner en finale de la Coupe face au Sfîntul Gheorghe. Au cours de l'été 2021, il mène le club durant sa campagne historique en Ligue des champions qui le voit passer quatre tours de qualification, éliminant successivement le Teuta Durrës, l'Alashkert FC, l'Étoile rouge de Belgrade et le Dinamo Zagreb pour devenir le premier club moldave à atteindre la phase de groupes de la compétition. Le Sheriff continue de faire forte impression durant celle-ci, obtenant deux victoires inattendues face au Chakhtar Donetsk puis le Real Madrid au stade Santiago-Bernabéu lors des deux premières journées,. Le club termine par la suite troisième du groupe D, lui permettant d'être repêché en Ligue Europa où il affronte le SC Braga. Il s'enrôle dans l'armée ukrainienne lors de l'invasion de l'Ukraine par la Russie en 2022.

## Statistiques

### Statistiques de joueur
| Saison                | Club                              | Championnat           | Championnat | Championnat | Coupe(s) nationale(s) | Coupe(s) nationale(s) | Compétition(s) continentale(s) | Compétition(s) continentale(s) | Compétition(s) continentale(s) | Total | Total |
| Saison                | Club                              | Division              | M.          | B.          | M.                    | B.                    | Comp.                          | M.                             | B.                             | M.    | B.    |
| 1983                  | Spartak Jitomir                   | D3                    | 32          | 2           | -                     | -                     | -                              | -                              | -                              | 32    | 2     |
| 1984                  | Spartak Jitomir                   | D3                    | 36          | 3           | -                     | -                     | -                              | -                              | -                              | 36    | 3     |
| 1987                  | Kolos Nikopol (en)                | D2                    | 33          | 4           | 3                     | 0                     | -                              | -                              | -                              | 36    | 4     |
| 1988                  | Dniepr Dniepropetrovsk            | D1                    | -           | -           | -                     | -                     | -                              | -                              | -                              | 0     | 0     |
| 1988                  | Prikarpattié Ivano-Frankovsk (en) | D3                    | 50          | 3           | 1                     | 0                     | -                              | -                              | -                              | 51    | 3     |
| 1989                  | Prikarpattié Ivano-Frankovsk (en) | D3                    | 21          | 1           | 3                     | 0                     | -                              | -                              | -                              | 24    | 1     |
| Sous-total            | Sous-total                        | Sous-total            | 172         | 13          | 4                     | 0                     | -                              | -                              | -                              | 176   | 13    |
| 1989                  | Metallourg Zaporojié              | D2                    | 23          | 0           | 1                     | 0                     | -                              | -                              | -                              | 24    | 0     |
| 1990                  | Metallourg Zaporojié              | D2                    | 34          | 0           | 1                     | 0                     | -                              | -                              | -                              | 35    | 0     |
| 1991                  | Metallourg Zaporojié              | D1                    | 27          | 4           | 1                     | 0                     | -                              | -                              | -                              | 28    | 4     |
| 1992                  | Metalurh Zaporijjia               | D1                    | 17          | 1           | 3                     | 0                     | -                              | -                              | -                              | 20    | 1     |
| 1992-1993             | Metalurh Zaporijjia               | D1                    | 15          | 0           | 4                     | 0                     | -                              | -                              | -                              | 19    | 0     |
| Sous-total            | Sous-total                        | Sous-total            | 116         | 5           | 9                     | 0                     | -                              | -                              | -                              | 125   | 5     |
| 1993-1994             | Chemnitzer FC                     | D2                    | 7           | 0           | -                     | -                     | -                              | -                              | -                              | 7     | 0     |
| 1994-1995             | Torpedo Zaporijjia                | D1                    | 24          | 0           | 2                     | 0                     | -                              | -                              | -                              | 26    | 0     |
| 1995-1996             | Torpedo Zaporijjia                | D1                    | 33          | 10          | 2                     | 0                     | -                              | -                              | -                              | 35    | 10    |
| 1996-1997             | Torpedo Zaporijjia                | D1                    | 13          | 1           | 2                     | 1                     | -                              | -                              | -                              | 15    | 2     |
| Sous-total            | Sous-total                        | Sous-total            | 77          | 11          | 6                     | 1                     | -                              | -                              | -                              | 83    | 12    |
| 1997                  | Zénith Saint-Pétersbourg          | D1                    | 33          | 0           | 5                     | 2                     | -                              | -                              | -                              | 38    | 2     |
| 1998                  | Zénith Saint-Pétersbourg          | D1                    | 22          | 1           | 1                     | 0                     | -                              | -                              | -                              | 23    | 1     |
| 1999                  | Zénith Saint-Pétersbourg          | D1                    | 28          | 1           | 4                     | 0                     | C3                             | 2                              | 0                              | 34    | 1     |
| 2000                  | Zénith Saint-Pétersbourg          | D1                    | -           | -           | -                     | -                     | CI                             | 1                              | 0                              | 1     | 0     |
| Sous-total            | Sous-total                        | Sous-total            | 83          | 2           | 10                    | 2                     | -                              | 3                              | 0                              | 96    | 4     |
| 1998                  | Zénith-2 Saint-Pétersbourg        | D3                    | 1           | 0           | -                     | -                     | -                              | -                              | -                              | 1     | 0     |
| 2000                  | Zénith-2 Saint-Pétersbourg        | D3                    | 11          | 0           | -                     | -                     | -                              | -                              | -                              | 11    | 0     |
| Total sur la carrière | Total sur la carrière             | Total sur la carrière | 460         | 31          | 29                    | 2                     | -                              | 3                              | 0                              | 492   | 33    |

### Statistiques d'entraîneur
| Zorya Louhansk      | 28 novembre 2011 | 31 mai 2019  | 266 | 106 | 68 | 92  | 39,8 |
| Chakhtior Salihorsk | 10 novembre 2019 | 31 août 2020 | 31  | 17  | 7  | 7   | 54,8 |
| Sheriff Tiraspol    | 18 décembre 2020 | en cours     | 51  | 39  | 7  | 5   | 76,5 |
| Total               | Total            | Total        | 348 | 162 | 82 | 104 | 46,6 |

## Palmarès

### Palmarès de joueur
Zénith Saint-Pétersbourg
- Coupe de Russie (1) :
  - Vainqueur : 1998-99.

### Palmarès d'entraîneur
| Zorya Louhansk - Coupe d'Ukraine : - Finaliste : 2015-16. |  | Chakhtior Salihorsk - Championnat de Biélorussie (1) : - Champion : 2020. - Supercoupe de Biélorussie : - Finaliste : 2020. |  | Sheriff Tiraspol - Championnat de Moldavie (1) : - Champion : 2020-21. - Coupe de Moldavie : - Finaliste : 2020-21. - Supercoupe de Moldavie : - Finaliste : 2021. |

### Distinctions individuelles
- Entraîneur de l'année en Ukraine (2) :
  - Vainqueur : 2016 et 2018.